# Madagaskarská vlajka

Madagaskarská vlajka
Poměr stran: 2:3

Vlajka Madagaskaru je odvozená z vlajky kmene Hovo. Má bílý svislý pruh u žerdi (zabírá třetinu délky vlajky) a dva vodorovné pruhy v červené a zelené barvě.
Bílá barva symbolizuje čistotu ideálů, červená nezávislost, zelená naději ve šťastnou budoucnost. Bílá a červená barva byly už v 19. století na vlajce madagaskarského království Hovů, zelená reprezentuje obyvatele pobřeží. Bílá spojuje s knížecím rodem Volafotsů, červená s rodem Volamenů ze 17. století.

Rozměry madagaskarské vlajky
Vlajka madagaskarského prezidenta Poměr stran: 2:3

## Historie
Vlajka vznikla v roce 1958, o rok později byla schválená ústavně.

Vlajka Madagaskarského království  (1787–1885) Poměr stran: 2:3
Vlajka francouzského protektorátu Madagaskar (1885–1896) Poměr stran: 2:3
Francouzská vlajka na Madagaskaru (1896–1958) Poměr stran: 2:3

## Historické prezidentské vlajky
V roce 1959 byla pro prvního madagaskarského prezidenta Philiberta Tsiranana (tehdy ještě autonomní republiky) schválena první vlajka. Po roce byla v již samostatné republice schválena pro stejného prezidenta nová personalizovaná vlajka. Vlajky madagaskarských prezidentů se s osobou prezidenta mění a liší se i lícové a rubové strany.

Vlajka madagaskarského prezidenta  (1959) Poměr stran: 2:3
Philibert Tsiranana (1959–1972) Poměr stran: 2:3
1959–1972 (rubová strana)
Gabriel Ramanantsoa (1972–1975) Poměr stran: 2:3
1972–1975 (rubová strana)
Didier Ratsiraka (1976–1993) Poměr stran: 2:3
1976–1993 (rubová strana)
Albert Zafy (1993–1996) Poměr stran: 2:3
1993–1996 (rubová strana)
Didier Ratsiraka (1998–2002) Poměr stran: 2:3
1998–2002 (rubová strana)